# جورجو ماریوتسو
جورجو ماریوتسو (ایتالیایی: Giorgio Mariuzzo؛ زادهٔ ۷ ژوئیهٔ ۱۹۳۹) کارگردان فیلم و فیلم‌نامه‌نویس اهل ایتالیا است.
از فیلم‌هایی که وی در آن‌ها نقش داشته‌است، می‌توان به پیرینو، آفتی برای رهایی، دکامروتیکوس، پیرینو، پزشک اس.ای.یو.بی.، خامه، شکلات و… پاپریکا، همسرم دوباره به دبیرستان می‌رود، همسر در سفر… دل‌داده در شهر، انیگما، زن بی‌حیا، خانم دکتر زیر لحاف و ماوراء اشاره نمود.